# Посу-даз-Антас
Посу-даз-Антас (порт. Poço das Antas)  —  муниципалитет в Бразилии, входит в штат Риу-Гранди-ду-Сул. Составная часть мезорегиона Агломерация Порту-Алегри. Входит в экономико-статистический  микрорегион Монтенегру. Население составляет 1828 человек на 2006 год. Занимает площадь 62,102 км². Плотность населения — 29,4 чел./км².

## История
Основан 5 декабря 1988 года. Первые поселенцами стали семьи немецкого происхождения (из Сан-Себастьян-ду-Каи, Эстрела и Сан-Леопольду). Благодаря фольклорным песенным и танцевальным ансамблям эти семьи сохранили свои традиции. 

## Статистика
- Валовой внутренний продукт на 2003 составляет 22.514.262,00 реалов (данные: Бразильский институт географии и статистики).
- Валовой внутренний продукт на душу населения на 2003 составляет 11.962,95 реалов (данные: Бразильский институт географии и статистики).
- Индекс развития человеческого потенциала на 2000 составляет 0,816 (данные: Программа развития ООН).

## География
Климат местности: субтропический.
Располагается в горном районе, с пересеченной ярко выраженной местностью в форме долины. Граничит с районами: Брошиер, Сальвадор-ду-Сул, Марата, Баран, и Теутония. 